# 山中康司
山中康司（やまなか やすし、1957年3月10日 - ）は、日本の実業家。

## 来歴
東京工業大学工学部卒業。日本電装（現：デンソー）に入社。冷暖房技術1部に配属される。2002年6月 冷暖房開発第1部長。FCV（燃料電池者）向けの世界初Co2エアコンシステムとハイブリッド電気自動車向けの電動エアコンシステムの開発を牽引した。2004年1月1日 熱システム開発部長。2005年6月 常務役員。2013年6月 デンソー・インターナショナル・ヨーロッパ社長。2014年6月 専務役員。2015年6月 副社長。2021年1月 代表取締役副社長。